# Verwaltungsgericht Meiningen
Das Verwaltungsgericht Meiningen, ein Gericht der Verwaltungsgerichtsbarkeit, ist eines von drei Verwaltungsgerichten des Bundeslandes Thüringen.

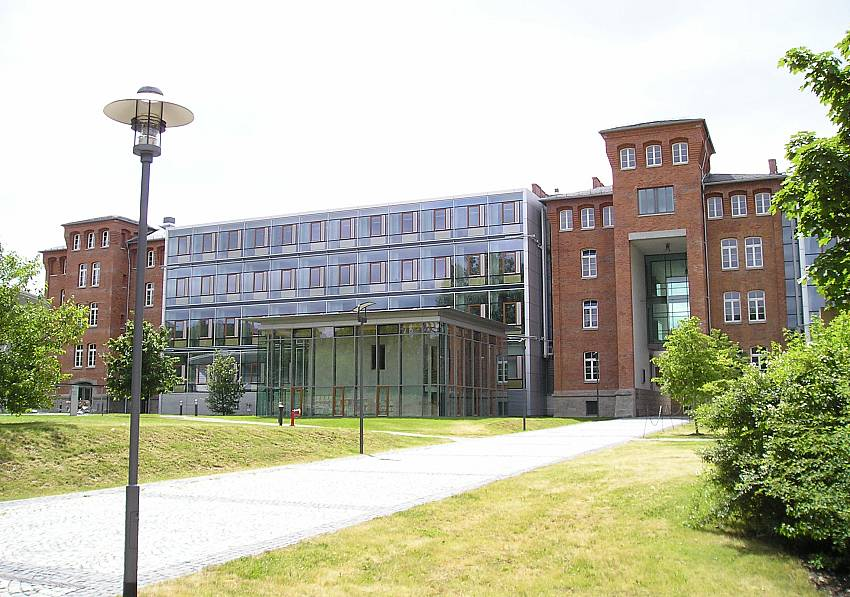
Gerichtsgebäude

## Gerichtssitz und -bezirk
Das Verwaltungsgericht (VG) hat seinen Sitz in Meiningen. Der Gerichtsbezirk umfasst die Regionen Südthüringen und Westthüringen mit den Landkreisen Schmalkalden-Meiningen, Hildburghausen, Sonneberg, Wartburgkreis und der kreisfreien Stadt Suhl mit insgesamt 496.000 Einwohnern (2005).

## Gerichtsgebäude
Das Gericht residiert zusammen mit dem Landgericht Meiningen, dem Amtsgericht Meiningen und dem Sozialgericht Meiningen im neuerbauten Justizzentrum Meiningen in der Lindenallee 15 nördlich der Altstadt und des Englischen Gartens im Zentrum von Meiningen.

## Geschichte
In Meiningen wurde 1897 ein Verwaltungsgericht und ein Oberverwaltungsgericht des Herzogtums Sachsen-Meiningen eingerichtet. Diese wurden 1923 nach der Gründung von Thüringen in das Kreisverwaltungsgericht Meiningen umgewandelt. Mit einem neuen Verwaltungsgerichtsgesetz im Oktober 1948 hob das Land die Unabhängigkeit der Verwaltungsgerichte auf, die im Zuge der Verwaltungsneugliederung der DDR im Jahre 1952 aufgelöst wurden. Im Jahr 1990 wurde die Verwaltungsgerichtsbarkeit im wieder gegründeten Land Thüringen zunächst durch Kammern für Verwaltungssachen der Kreisgerichte wieder aufgenommen. In Südthüringen waren das die Kammern für Verwaltungssachen des Kreisgerichts Suhl mit Sitz im Bezirksgericht Meiningen. Diese wurden im Dezember 1992 zum selbständigen Verwaltungsgericht Meiningen.

## Aufbau
Das Verwaltungsgericht Meiningen entscheidet in der ersten Instanz als Kammer oder auf Grund besonderer Übertragung durch einen Einzelrichter. Der Kammer gehören regelmäßig drei Berufsrichter an. Soweit über Streitsachen vor der Kammer mündlich verhandelt wird, kommen zu dem berufsrichterlichen Richterkollegium zwei ehrenamtliche Richter hinzu, die ebenso unabhängig und nur dem Gesetz unterworfen sind. Diese Richter werden in einem besonderen Wahlverfahren gewählt (§§ 19 f. VwGO). Deren Zugehörigkeit zu den Kammern wird ebenso durch Beschluss des Präsidiums des Verwaltungsgerichts vorweg für jedes Jahr festgelegt. Hat die Kammer die Sache durch besonderen Beschluss dem Einzelrichter übertragen, ist dieser allein zur Entscheidung der jeweiligen Streitsache berufen.

## Übergeordnete Gerichte
Übergeordnetes Gericht ist das Thüringer Oberverwaltungsgericht in Weimar. Auf dieses folgt im Instanzenzug das Bundesverwaltungsgericht in Leipzig.